# Editorial Riodelaire
Editorial Riodelaire es una editorial española. Ha editado libros de temática literaria y de castellanismo.

## Obras
Castellanismo:
- Las raíces de un pueblo: aproximación al hecho nacional castellano (1ª Edición, 1982. 2ª Edición, 1983). D.L. de la 1ª Edición. M-2557-1982. ISBN de la 2ª Edición 84-86132-01-0. D.L. M-1871-1983. El grueso del libro está compuesto por el ensayo del mismo título que el libro, que firma Juan Pablo Mañueco, además hay textos recopilatorios en prosa de Claudio Sánchez Albornoz, y Julio Senador, y otros textos de carácter poético, en verso.

Sobre la cubierta de este libro: Homenaje a Claudio Sánchez Albornoz, Julio Senador, Jorge Guillén, León Felipe, Gerardo Diego y Luis López Álvarez.
- Diez castellanos y Castilla (1982), de Juan Pablo Mañueco. Libro de entrevistas sobre temática castellana a Miguel Delibes, Antonio Buero Vallejo, Jesús Torbado, Julio Valdeón Baruque, José Luis Martín, Ramón Tamames, Amando de Miguel, Francisco Fernández Ordóñez y Ramiro Cercós, (1982) (ISBN 84-86132-03-5)
- Una defensa de Castilla, de Jesús Torbado. 20 págs. 1983. ISBN 84-86132-03-7. D.L. M-26021-1983
- La emigración castellana: crónica de los genocidios (1983), de Andrés Vallejo, Isaac López Freyle y Juan Pablo Mañueco.
- Castilla, manifiesto para su supervivencia (1984), de Ramón Carnicer, Gonzalo Martínez Díez, Juan Pablo Mañueco, Ramiro Cercós y Demetrio Casado. Textos de conferencias pronunciadas en el Centro Castellano-Leonés de Tarragona, con ponencias como
  - "El Cid histórico" de G. Martínez Díez,
  - "Pregón de las Fiestas del Centro Castellano-Leonés" de R. Carnicer,
  - "Atonía y resurgimiento de la nación o nacionalidad de Castilla", de J. P. Mañueco,
  - "Castilla y León en la encrucijada", de R. Cercós y
  - "Las Castillas y León no caben en la Constitución", de D. Casado. ISBN 84-86132-07-X.
- Las Castillas y León (teoría de una nación) (1982), de Antonio Hernández.

Poesía:
- Cancionero y romancero de La Alcarria" y "Claridad que emerge del agua" (1987), Premios de Poesía "Provincia de Guadalajara" de 1981 y 1978, respectivamente, otorgados por la Diputación Provincial de Guadalajara, de Juan Pablo Mañueco.

Literatura:
- Antología de poesía española contemporánea (1984)
- Labios del amor y de la muerte: el amor y la muerte en la poesía española de hoy mismo (1985)

Enseñanza:
- Prácticas de electrónica para enseñanzas medias (1983)

Revistas:
- Cambi Henares (1987)

## Castilla, entre el XX y el XXI y la Generación de los 80, agrupada en torno a esta editorial
El libro "Castilla, entre el XX y el XXI" (2020), editorial Aache Guadalajara, ISBN 978-84-18131-45-5, 322 páginas muy ilustradas, recoge los principales acontecimientos de la Historia cultural de Castilla durante el siglo XX y principios del XXI, y dedica numerosas páginas a comentar los libros, autores, generaciones artísticas y literarias castellanistas del siglo XX y XXI y las asociaciones culturales que colaboraron con Editorial Riodelaire durante sus años de funcionamiento, los años 80 del siglo XX. Igualmente, ofrece datos de interés sobre esta editorial el libro "Breve Historia de Castilla" (2019).
El libro primero describe a la Generación de los 80, agrupada en torno a esta Editorial, además de citar nombres y obra de las otras generaciones culturales castellanas del XX y XXI, que son la Generación de 1900, de 1920, de 1940, de 1960, de 1980 y la del año 2000.
https://cantabro23abril.wordpress.com/2024/02/07/autores-de-los-anos-80/

## Biblioteca Nacional, Alcarreños Ilustres y la Generación cultural castellana de los años 80
Datos en la Biblioteca Nacional de España sobre éstos y otros libros de Juan Pablo Mañueco, Premio regional Cervantes-Cela-Buero Vallejo, 2016, de la Junta de Comunidades de Castilla-La Mancha, junto con otra decena de galardones literarios en prosa, verso y periodismo en distintas provincias castellanas.
http://datos.bne.es/persona/XX1034653.html
Otros datos complementarios en "Alcarreños Ilustres"
https://www.aache.com/alcarrians/manueco.htm
Bibliografía de Mañueco y estrofas inéditas aportadas por este autor a la lírica española:
https://aache.com/juan-pablo-manueco/
Bibliografía completa de Mañueco en la Wiki de Artes y Letras Fandom:
https://biblioteca-virtual.fandom.com/es/wiki/Juan_Pablo_Ma%C3%B1ueco
Esta página se recomienda a quienes quieran encontrarse con 15 nuevas estrofas, muy útiles para las cuestiones que se indican, y muy representativas de las nuevas composiciones poéticas de Mañueco.
https://aache.com/quince-nuevas-estrofas/
Una muestra concreta de su poesía:
Mi evangelio o buena nueva de la Natividad siempre presente
https://www.periodistadigital.com/juan-pablo-manueco/20241218/mi-evangelio-o-buena-nueva-de-la-natividad-siempre-presente-689405045342/
Para informarse con mayor detalle de la Generación cultural castellana de los años 80 (1980) se puede acudir a esta dirección:
https://aache.com/la-generacion-castellana-de-los-80/
Un libro de 1980, previo a la constitución de Editorial Riodelaire, reeditado en 2025. 
La cultura castellana, una última oportunidad para Castilla.
https://www.periodistadigital.com/juan-pablo-manueco/20250104/la-cultura-castellana-una-ultima-oportunidad-para-castilla-reedicion-de-2025-689405049335/
- Datos: Q5818704